# Mount Razumovskiy
Mount Razumovskiy (russisch Гора Разумовского Gora Rasumowskowo) ist ein 2285 m hoher Berg im ostantarktischen Königin-Maud-Land. In der Östlichen Petermannkette des Wohlthatmassivs ragt er im südlichen Teil des Deildegasten auf.
Aus der Luft entdeckt und anhand von Luftaufnahmen kartiert wurde er bei der Deutschen Antarktischen Expedition 1938/39 unter der Leitung des Polarforschers Alfred Ritscher. Norwegische Kartographen kartierten ihn anhand von Luftaufnahmen und Vermessungen der Dritten Norwegischen Antarktisexpedition (1956–1960). Eine weitere Kartierung nahmen Wissenschaftler einer sowjetischen Antarktisexpedition zwischen 1960 und 1961 vor. Sie benannten den Berg nach dem sowjetischen Geologen Nikolai Konstantinowitsch Rasumowski (1893–1967). Das Advisory Committee on Antarctic Names übertrug die russische Benennung 1970 ins Englische.